# Josep Samsó Elias
Blahoslavený Josep Samsó Elias (17. ledna 1887, Castellbisball – 1. září 1936, Mataró) byl španělský římskokatolický duchovní, který se stal obětí protikatolického pronásledování za španělské občanské války. Katolickou církví je uctíván jako blahoslavený.

## Život
Pocházel ze zbožné rodiny. Ve třinácti letech vstoupil do malého semináře a 12. března 1910 byl vysvěcen na kněze. Následně působil jako katecheta. Po vypuknutí španělské občanské války, ve které docházelo také k pronásledování katolíků, se ukryl u svých přátel. Byl však zatčen a 1. září 1936 zastřelen na hřbitově v Mataró.

## Beatifikace
Papež Benedikt XVI. jej 23. ledna 2010 beatifikoval jako mučedníka.